# Liste der Biografien/Kalf
Liste der Biografien |
Portal Biografien |
Personensuche
# |
A |
B |
C |
D |
E |
F |
G |
H |
I |
J |
K |
L |
M |
N |
O |
P |
Q |
R |
S |
T |
U |
V |
W |
X |
Y |
Z |
?
 
Ka |
Kb |
Kc |
Kd |
Ke |
Kf |
Kg |
Kh |
Ki |
Kj |
Kl |
Km |
Kn |
Ko |
Kp |
Kr |
Ks |
Kt |
Ku |
Kv |
Kw |
Ky |
Kx |
Kz
 
Kaa–Kag |
Kah |
Kai |
Kaj |
Kak |
Kal |
Kam |
Kan |
Kao |
Kap |
Kar |
Kas |
Kat |
Kau |
Kav |
Kaw |
Kay |
Kaz
 
Kala |
Kalb |
Kalc |
Kald |
Kale |
Kalf |
Kalh |
Kali |
Kalj |
Kalk |
Kall |
Kalm |
Kaln |
Kalo |
Kalp |
Kals |
Kalt |
Kalu |
Kalv |
Kalw |
Kaly |
Kalz
Die Liste der Biografien führt alle Personen auf, die in der deutschsprachigen Wikipedia einen Artikel haben. Dieses ist eine Teilliste mit 17 Einträgen von Personen, deren Namen mit den Buchstaben „Kalf“ beginnt.

## Kalf
- Kalf, Hubert (* 1944), deutscher Mathematiker
- Kalf, Jan (1873–1954), niederländischer Kunsthistoriker und Denkmalpfleger
- Kalf, Marlene (* 1990), deutsche Handballspielerin
- Kalf, Willem († 1693), niederländischer MalerWillem Kalf († 1693)

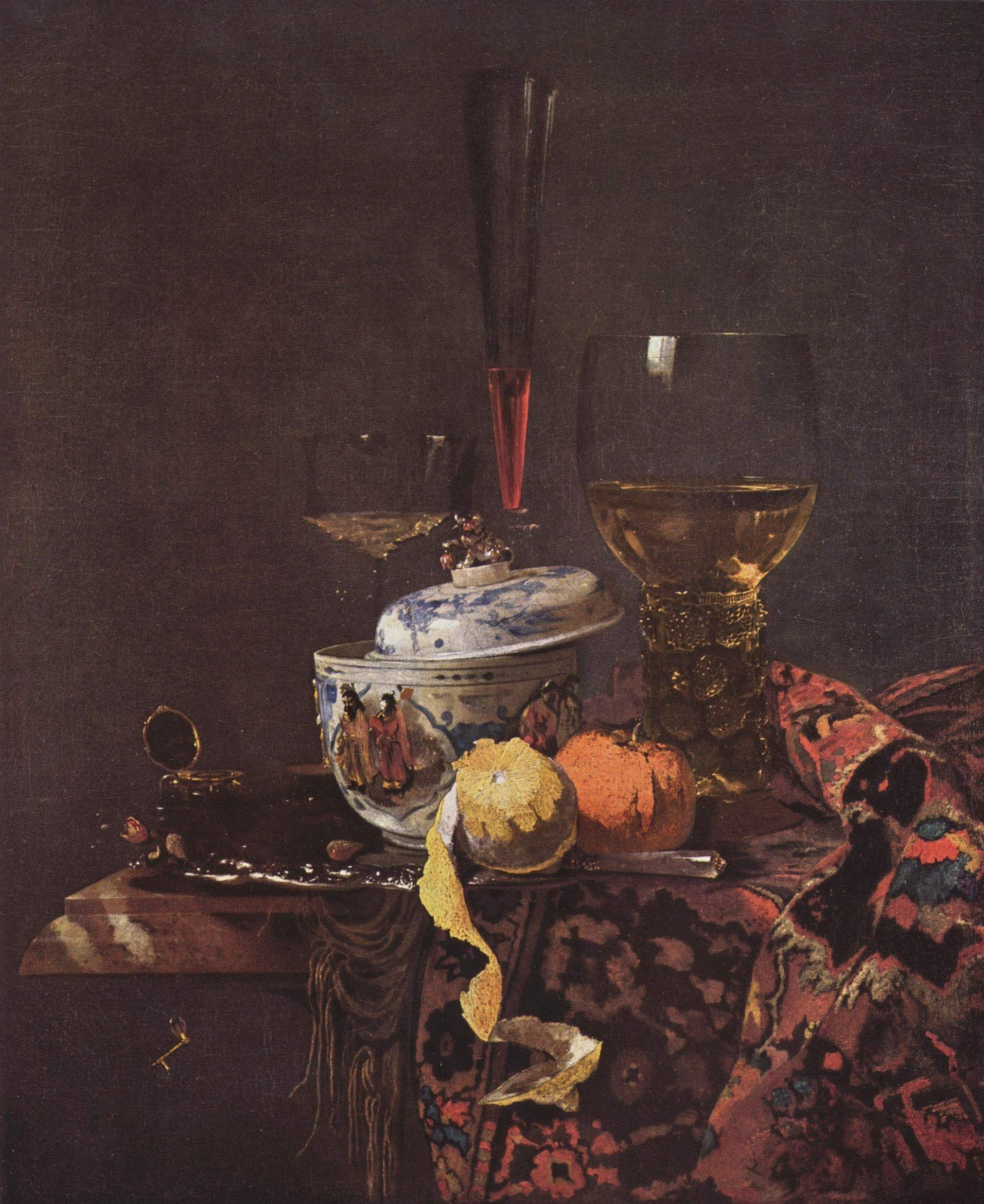
Willem Kalf († 1693)

### Kalfa
- Kalfa, Sarkis, armenischer Architekt und Baumeister
- Kalfa, Yeğyazar, armenischer Architekt und Baumeister
- Kalfayan, Christophe (* 1969), französischer Schwimmer
- Kalfayan, Srpuhi Nschan (1822–1889), armenische Ordensgründerin

### Kalfe
- Kalfelder, Jürgen (* 1940), deutscher Leichtathlet

### Kalff
- Kalff, Dora Maria (1904–1990), schweizerische Tiefenpsychologin, Psychotherapeutin und Autorin
- Kalff, Gerrit (1856–1923), niederländischer Niederlandist
- Kalff, Louis Christiaan (1897–1976), niederländischer Designer
- Kalff, Peter (* 1440), deutscher Zisterziensermönch

### Kalfi
- Kalfin, Iwajlo (* 1964), bulgarischer Politiker, MdEP

### Kalfo
- Kalfon, Jean-Pierre (* 1938), französischer Schauspieler

### Kalfu
- Kalfus, Josef (1880–1955), tschechoslowakischer Volkswirtschaftler, Politiker und Finanzminister
- Kalfus, Ken (* 1954), amerikanischer Schriftsteller